# كاتدرائية مار إلياس (حيفا)
كاتدرائية مار إلياس (بالعبريَّة: קתדרלת אליהו הנביא) وتسمى أيضًا باسم كاتدرائية مار إلياس للروم الكاثوليك، هي مقر أبرشية عكا وحيفا والناصرة وسائر الجليل للروم الملكيين الكاثوليك وتقع في مدينة حيفا، شمالي إسرائيل. وتٌعتبر كنيسة الروم الملكيين الكاثوليك أكبر الطوائف المسيحية في إسرائيل ويتبعها 64,000 مُعمّد جلهّم من عرب 48. وأنشأت الأبرشية من قبل البابا بولس السادس.
وقد تم تصميم الكنيسة من قبل المهندس المعماري سميح عطا الله. بدأ بناء المعبد في عام 1938 وانتهي البناء في عام 1939. ومنذ 1861 كانت مقر أبرشية عكا في كاتدرائية مريم العذراء في حيفا. بعد الحرب العربية الإسرائيلية (بين 1947-1949)، انتقل معظم الكاثوليك الملكيين، الذين كانوا يعيشون في المنطقة، إلى المدينة التحتية في حيفا، وانتقل كرسي رئاسة أسقف عكا لكنيسة مار الياس.
وتوج أمام المعبد صليب، وهو على بعد أمتار قليلة من برج جرس الكنيسة. وتصور البوابة قصة النبي إيليا.